# Удовольствия дня
«Удовольствия дня» (англ. A Day’s Pleasure, другое название — A Ford Story) — немой кинофильм Чарли Чаплина.
Фильм снимался во время подготовки к съёмкам фильма «Малыш». Производство фильма началось 21 мая 1919 года. Съёмки прерывались с 30 июля по 7 октября 1919 года. Производство фильма завершилось 19 октября 1919 года. Премьера состоялась 15 декабря 1919 года. Музыкальное сопровождение к фильму на музыку Чаплина записано в августе 1973 года в Великобритании.

## Сюжет
Фильм состоит из двух частей.
Чарли, его жена и двое сыновей отправляются на морскую прогулку. Они выходят из дома и садятся в «Форд-Т». Автомобиль заводится с трудом, постоянно глохнет и сильно трясётся. 
На корабле играет оркестр, люди пытаются танцевать, но все заболевают морской болезнью. Чарли пытается посидеть, но какой-то мужчина думает, что он пристаёт к его жене. Они пытаются подраться.
Во второй части Чарли с семьёй на автомобиле возвращается домой. Они останавливаются на регулируемом перекрёстке. Улица достаточно оживлённая, но светофора ещё нет. Пешеходы останавливаются прямо на перекрёстке, чтобы поговорить. Полицейские не пропускают Чарли, требуют, чтобы он стоял на перекрёстке. В это время рабочие проливают на дорогу бочку с дёгтем. В эту лужу попадают полицейские, Чарли, начинается суматоха. Полицейские прилипают к дороге, Чарли оставляет свои туфли в луже и уезжает.

## В ролях
- Чарльз Чаплин — Чарли, отец семейства
- Эдна Пёрвиэнс — жена Чарли
- Том Уилсон — пассажир на корабле / первый полицейский
- Бэйб Лондон — жена пассажира, страдающая морской болезнью
- Генри Бергман — капитан / джентльмен в автомобиле / второй полицейский
- Джеки Куган — сын Чарли
- Лойал Андервуд — злой пешеход на улице

## Интересные факты
- В роли одного из детей снялся Джеки Куган — исполнитель главной роли в фильме «Малыш»;
- В начале фильма камера показывает угол здания — это офис студии Чаплина. Можно видеть, что Голливуд в то время был большим пустырём.